# Jul i juli
Jul i juli avser firanden med jultema som hålls i juli månad.
På södra halvklotet, där vintern infaller i juli arrangeras jul i juli-evenemang för att få en jul med vinterkänsla. Julfirande i december är dock mycket vanligare trots att det är sommar.
På norra halvklotet firar man jul i juli för att få en julkänsla med högre temperatur.
I länder som USA och Kanada är det inga helgdagar från första veckan i juli (Kanadadagen den 1 juli i Kanada och USA:s självständighetsdag den 4 juli i USA) och Labor Day första måndagen i september i båda länderna. Många handlare har därför jul i juli-utförsäljningar efter utförsäljningen av sommarprodukter i juni och början av juli och före försäljningsökningen innan skolstarten i augusti.